# A1 Team Niederlande
Das A1 Team Niederlande (engl. Stilisierung: A1Team.The Netherlands) war das niederländische Nationalteam in der A1GP-Serie.

## Geschichte

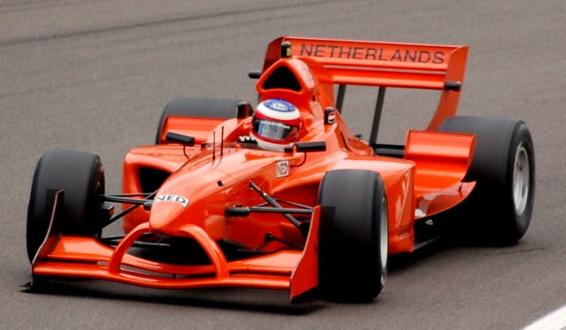
A1 Team Niederlande in Zandvoort 2006

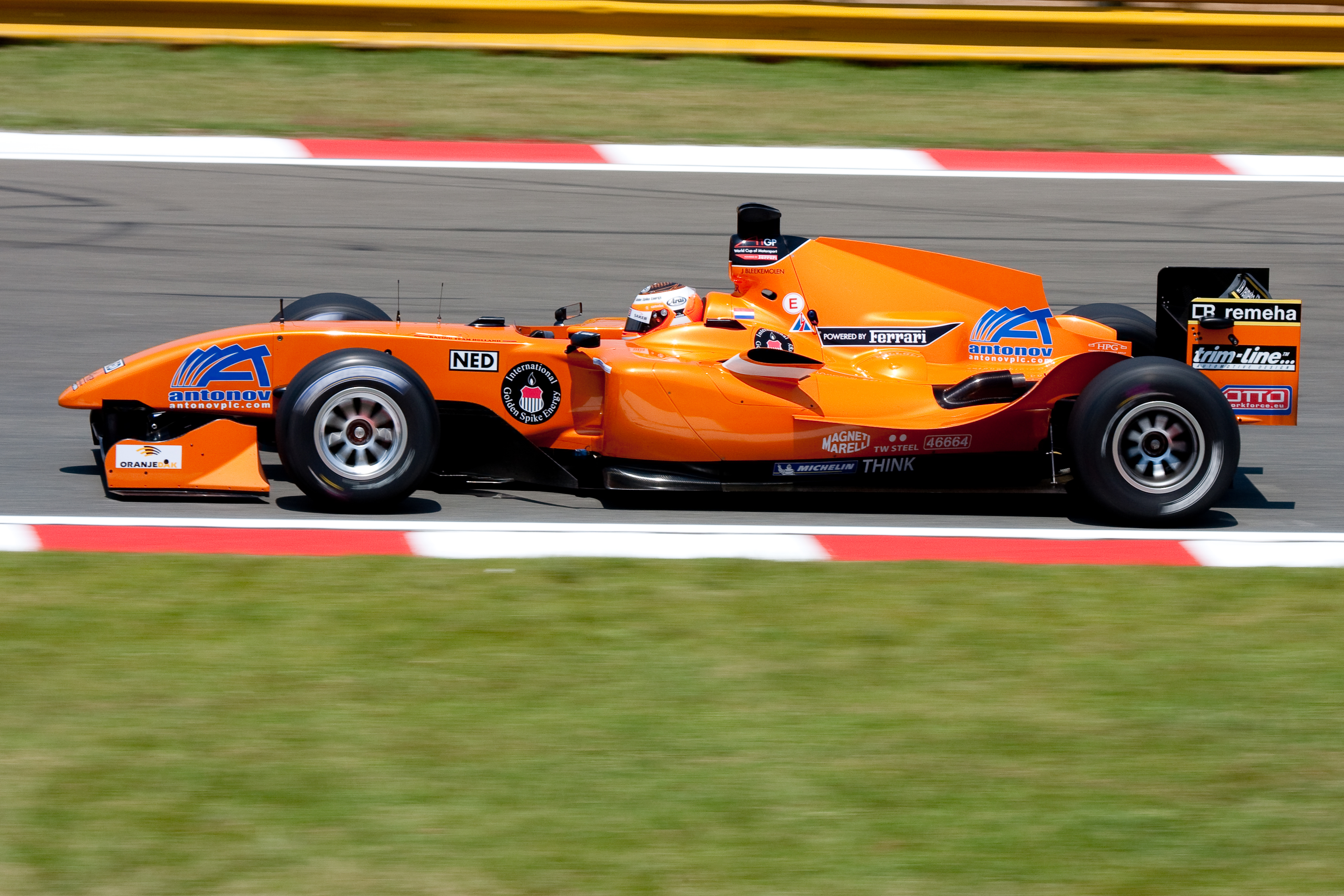
A1 Team Niederlande in Kyalami 2009

Das A1 Team Niederlande wurde vom ehemaligen Formel-1-Piloten Jan Lammers gegründet, dessen Rennstall Racing for Holland auch von Beginn an das Team ausrüstete.
In der ersten Saison war das Team oberes Mittelmaß; seine ersten Punkte konnte es mit einem siebten Platz im Hauptrennen in Brands Hatch durch Jos Verstappen erzielen. Nach zahlreichen weiteren Punkteplatzierungen feierte das Team schließlich im Hauptrennen in Durban seinen ersten Sieg. Diesem Erfolg wohnte eine besondere Dramatik inne, da Verstappen bereits im Sprintrennen um den Sieg gekämpft hatte, bei einem Überholversuch in der letzten Runde gegen das führende französische Team am Ende der Gegengeraden aber mit diesem kollidiert und ausgeschieden war. Im Hauptrennen machte er, von Startplatz 16 kommend, Position um Position gut und befand sich in der letzten Runde erneut in einer Angriffsposition auf das nun führende schweizerische Team, an welchem er schließlich auf der Gegengerade mit einem dem ersten sehr ähnlichen Überholmanöver vorbeizog. Dieses Manöver wurde, ungeachtet der Tatsache, dass Neel Jani zu diesem Zeitpunkt mit technischen Problemen zu kämpfen hatte, am Ende der Saison zum „Überholmanöver des Jahres“ in der A1GP-Serie gekürt. Einen weiteren Saisonhöhepunkt stellte der zweite Platz im Hauptrennen in Monterrey dar. Einen erneut denkwürdigen Auftritt lieferte Verstappen in Laguna Seca ab, als er nach zwei Durchfahrtsstrafen im Hauptrennen sein Auto an der Box abstellte und wutentbrannt davonstürmte. Das Team beendete die Saison auf dem siebten Rang mit 69 Zählern.
In der folgenden Saison konnte das Team eine leichte Steigerung verbuchen. Im Hauptrennen des Auftaktwochenendes im heimischen Zandvoort lag es mit Jeroen Bleekemolen am Steuer lange Zeit in Führung, fiel aber durch eine riskante Reifenstrategie am Ende auf Platz vier zurück, was dem Jubel der niederländischen Fans jedoch keinen Abbruch tat. Den ersten Saisonsieg konnte das Team im Sprintrennen in Peking einfahren, im Hauptrennen schied Bleekemolen aufgrund eines Fahrfehlers in Führung liegend aus. Es folgten im weiteren Verlauf zahlreiche Punkteergebnisse; es beendete die Saison auf dem fünften Gesamtplatz mit 57 Punkten.
Die dritte Saison verlief für das Team ähnlich. Mit einem dritten Platz im Sprintrennen in Zandvoort und einem zweiten Platz im Hauptrennen in Brünn konnte es zwei Podiumspositionen erzielen, hinzu kamen 14 weitere Resultate in den Punkten. Das Team beendete die Saison auf der siebten Gesamtposition mit 87 Punkten.
Die vierte Saison stellte die beste des Teams dar. Auf einen zweiten Platz im Sprintrennen in Chengdu und einen dritten im Sprintrennen in Taupo, beide mit Robert Doornbos am Steuer, folgte im Sprintrennen in Kyalami durch Bleekemolen der erste Saisonsieg. Ein weiterer Sieg im Portimão-Sprintrennen durch Doornbos sowie ein zweiter Platz im Hauptrennen in Brands Hatch, erzielt von Bleekemolen, bedeuteten am Ende Gesamtrang vier mit 75 Punkten, worin weitere sechs Punkte aufgrund der Streichresultate-Regelung nicht enthalten sind.
Das A1 Team Niederlande hat an allen 39 Rennwochenenden der A1GP-Serie teilgenommen.

## Fahrer
Das A1 Team Niederlande setzte an Rennwochenenden sechs verschiedene Fahrer ein, von denen vier auch an den Rennen selbst teilnahmen.

### Übersicht der Fahrer
| Fahrer                | RG | SR | HR | RS | 1. Pl.  | 2. Pl.  | 3. Pl.  | PP | SRR | Pkt. |
| --------------------- | -- | -- | -- | -- | ------- | ------- | ------- | -- | --- | ---- |
| Bleekemolen, Jeroen   | 47 | 23 | 24 | 1  | 2 (2/0) | 2 (0/2) | 1 (1/0) | 4  | 0   | 187  |
| Verstappen, Jos       | 22 | 11 | 11 | -  | 1 (0/1) | 1 (0/1) | 0 (0/0) | 0  | 0   | 69   |
| Doornbos, Robert      | 6  | 3  | 3  | -  | 1 (1/0) | 1 (1/0) | 1 (1/0) | 1  | 1   | 31   |
| van der Zande, Renger | 3  | 2  | 1  | 9  | 0 (0/0) | 0 (0/0) | 0 (0/0) | 0  | 0   | 7    |
| Luyendyk jr., Arie    | -  | -  | -  | 9  | 0 (0/0) | 0 (0/0) | 0 (0/0) | 0  | 0   | 0    |
| Retera, Dennis        | -  | -  | -  | 6  | 0 (0/0) | 0 (0/0) | 0 (0/0) | 0  | 0   | 0    |

Legende: RG = Rennen gesamt; SR = Sprintrennen; HR = Hauptrennen; RS = Rookie-Sessions; PP = Pole-Position; SRR = schnellste Rennrunde

## Ergebnisse
| Saison | 1         | 1         | 2          | 2          | 3       | 3       | 4          | 4          | 5       | 5       | 6          | 6          | 7          | 7          | 8         | 8         | 9         | 9         | 10        | 10        | 11        | 11        | Rang | Punkte  |
| ------ | --------- | --------- | ---------- | ---------- | ------- | ------- | ---------- | ---------- | ------- | ------- | ---------- | ---------- | ---------- | ---------- | --------- | --------- | --------- | --------- | --------- | --------- | --------- | --------- | ---- | ------- |
| 05/06  | Brands H. | Brands H. | EuroSpeed. | EuroSpeed. | Estoril | Estoril | Eastern C. | Eastern C. | Sepang  | Sepang  | Dubai      | Dubai      | Durban     | Durban     | Sentul    | Sentul    | Monterrey | Monterrey | Laguna S. | Laguna S. | Shanghai  | Shanghai  | 7.   | 69      |
| 05/06  | DNS VER   | 7 VER     | 22 VER     | 7 VER      | 4 VER   | 19 VER  | 7 VER      | 4 VER      | 5 VER   | 16 VER  | 11 VER     | 9 VER      | 16 VER     | 1 VER      | 7 VER     | 6 VER     | 4 VER     | 2 VER     | 14 VER    | 21 VER    | 19 VER    | 17 VER    | 7.   | 69      |
| 06/07  | Zandvoort | Zandvoort | Brno       | Brno       | Peking  | Peking  | Sepang     | Sepang     | Sentul  | Sentul  | Taupo      | Taupo      | Eastern C. | Eastern C. | Durban    | Durban    | Mexiko-S. | Mexiko-S. | Shanghai  | Shanghai  | Brands H. | Brands H. | 5.   | 57      |
| 06/07  | 9 BLE     | 4 BLE     | 11 BLE     | 9 BLE      | 1 BLE   | 14 BLE  | 7 BLE      | 9 BLE      | 13 BLE  | DSQ BLE | 4 BLE      | 5 BLE      | 5 BLE      | 4 BLE      | 4 BLE     | 6 BLE     | 9 VDZ     | 17 BLE    | 9 VDZ     | 4 VDZ     | 6 BLE     | 5 BLE     | 5.   | 57      |
| 07/08  | Zandvoort | Zandvoort | Brno       | Brno       | Sepang  | Sepang  | Zhuhai     | Zhuhai     | Taupo   | Taupo   | Eastern C. | Eastern C. | Durban     | Durban     | Mexiko-S. | Mexiko-S. | Shanghai  | Shanghai  | Brands H. | Brands H. | ---       | ---       | 7.   | 87      |
| 07/08  | 3 BLE     | 8 BLE     | 5 BLE      | 2 BLE      | 18 BLE  | 4 BLE   | 9 BLE      | 18 BLE     | 5 BLE   | 8 BLE   | 9 BLE      | 8 BLE      | 5 BLE      | 4 BLE      | 8 BLE     | 4 BLE     | 17 BLE    | 18 BLE    | 9 BLE     | 6 BLE     |           |           | 7.   | 87      |
| 08/09  | Zandvoort | Zandvoort | Chengdu    | Chengdu    | Sepang  | Sepang  | Taupo      | Taupo      | Kyalami | Kyalami | Algarve    | Algarve    | Brands H.  | Brands H.  | ---       | ---       | ---       | ---       | ---       | ---       | ---       | ---       | 4.   | 75 (81) |
| 08/09  | 4 BLE     | 5 BLE     | 2 DOO      | 16 DOO     | 6 BLE   | 8 BLE   | 3 DOO      | 5 DOO      | 1 BLE   | 4 BLE   | 1 DOO      | DNS DOO    | 6 BLE      | 2 BLE      |           |           |           |           |           |           |           |           | 4.   | 75 (81) |

| Legende  | Legende            | Legende                                                          |
| Farbe    | Abkürzung          | Bedeutung                                                        |
| -------- | ------------------ | ---------------------------------------------------------------- |
| Gold     | –                  | Sieg                                                             |
| Silber   | –                  | 2. Platz                                                         |
| Bronze   | –                  | 3. Platz                                                         |
| Grün     | –                  | Platzierung in den Punkten                                       |
| Blau     | –                  | Klassifiziert außerhalb der Punkteränge                          |
| Violett  | DNF                | Rennen nicht beendet (did not finish)                            |
| Violett  | NC                 | nicht klassifiziert (not classified)                             |
| Rot      | DNQ                | nicht qualifiziert (did not qualify)                             |
| Rot      | DNPQ               | in Vorqualifikation gescheitert (did not pre-qualify)            |
| Schwarz  | DSQ                | disqualifiziert (disqualified)                                   |
| Weiß     | DNS                | nicht am Start (did not start)                                   |
| Weiß     | WD                 | zurückgezogen (withdrawn)                                        |
| Hellblau | PO                 | nur am Training teilgenommen (practiced only)                    |
| Hellblau | TD                 | Freitags-Testfahrer (test driver)                                |
| ohne     | DNP                | nicht am Training teilgenommen (did not practice)                |
| ohne     | INJ                | verletzt oder krank (injured)                                    |
| ohne     | EX                 | ausgeschlossen (excluded)                                        |
| ohne     | DNA                | nicht erschienen (did not arrive)                                |
| ohne     | C                  | Rennen abgesagt (cancelled)                                      |
| ohne     | keine WM-Teilnahme |                                                                  |
| sonstige | P/fett             | Pole-Position                                                    |
| sonstige | 1/2/3/4/5/6/7/8    | Punktplatzierung im Sprint-/Qualifikationsrennen                 |
| sonstige | SR/kursiv          | Schnellste Rennrunde                                             |
| sonstige | *                  | nicht im Ziel, aufgrund der zurückgelegten Distanz aber gewertet |
| sonstige | ()                 | Streichresultate                                                 |
| sonstige | unterstrichen      | Führender in der Gesamtwertung                                   |